# Bithynia wykoffi
Bithynia wykoffi е вид охлюв от семейство Bithyniidae.

## Разпространение
Видът е разпространен в Тайланд.